# Perieres

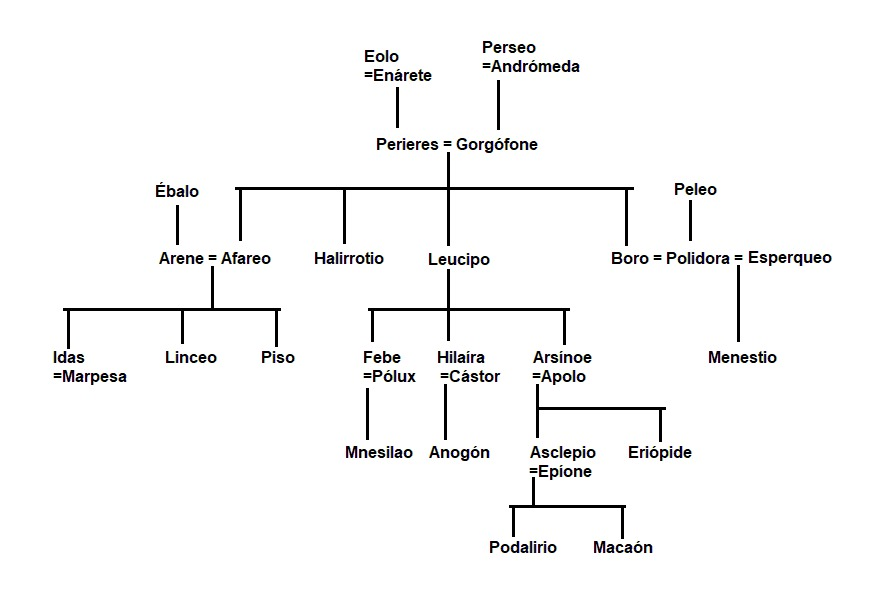
Descendencia del Eólida Perieres (Biblioteca mitológica y Catálogo de mujeres)

Perieres (griego: Περιήρης, «rodeado de parapetos») es un personaje de la mitología griega. Era rey de Mesenia y uno de los siete hijos de Eolo y Enárete. Fue el primer marido de Gorgófone, hija de Perseo,con la que engendró a Afareo y a Leucipo. En algunas fuentes es referido como hijo de Diopletes, hijo de Mirmidón.
En la versión más antigua, el Catálogo de mujeres, Perieres es un rey mesenio, y fue padre de al menos Leucipo y también se cita a otro hijo, un tal Halirrotio. La única mujer mencionada como su esposa es Alcíone, pero no queda clara su identidad.
En la Biblioteca mitológica se mencionan dos variantes de la genealogía de Perieres, sin decidirse por ninguna de ellas. Así Perieres podría ser (1) hijo de Cinortas, esposo de Gorgófone, y padre de Leucipo, Tindáreo e Icario; o bien (2) hijo de Eolo y padre de dos hijos por Gorgófone, Afareo y Leucipo. En este caso Tindáreo e Icario, junto con Hipocoonte y Arene, serían todos hijos de Ébalo, hijo de Perieres. En otras tradiciones se le hace también padre de Boro, padre a su vez de Menestio, y de Polidora.
De acuerdo con Pausanias, Gorgófone, la hija de Perseo, fue la primera mujer en desposarse dos veces. Primero se desposó con Perieres, hijo de Eolo y rey de Mesenia, con el que engendró a Afareo y Leucipo. Tras la muerte de Perieres, Gorgófone se desposó con Ébalo, hijo de Cinortas y rey de Esparta, y con el que tuvo a Tindáreo, Icario y Arene. Así quedaban integradas las dos variantes genealógicas, la laconia y la mesenia, en figura de la esposa de Perieres.
De nuevo, Pausanias vuelve a decirnos que Hipocoonte era el hijo primogénito de Ébalo, su madre Batía (o de acuerdo al escoliasta sobre Eurípides y Homero, la madre de Hipocoonte se llamaba Nicóstrata). De acuerdo a un escolio sobre Apolonio de Rodas, Argonáuticas, fue el padre de una tal Deidamía, madre a su vez de Ificlo (uno de los Argonautas), Altea y Leda por Testio. Según otras versiones, Piso, hijo de Afareo y fundador de Pisa en Élide, era uno de los hijos de Perieres.

## Descendencia
- Afareo (con Gorgófone)[8]
- Boro[8]
- Deidamía[11]
- Ébalo[12]
- Halirrotio (con Alcíone)[6]
- Icario (con Gorgófone)[7]
- Leucipo[5] (con Gorgófone)[7][8]
- Piso[13]
- Polidora[14]
- Tindáreo (con Gorgófone)[7]

## Otras versiones
En importante no confundir al hijo de Eolo con otro Perieres, el auriga tebano de Meneceo. Se dice que este Perieres fue uno de los que hirió a Clímeno, hijo de Orcómeno, y esto desencadenó que desde entonces los minias pagan tributo a Tebas.

| Predecesor: Policaón | Reyes de Mesenia | Sucesor: Afareo |